# 野中健一
野中 健一（のなか けんいち、1964年 - ）は、日本の地理学者。立教大学文学部教授。環境地理学、生態人類学、民族生物学などに基づいて、人間と生物との関係を調査するフィールドワークを世界各地で行なっており、昆虫食や獣害などについて研究している。

## 経歴
愛知県生まれ。名古屋市立向陽高等学校卒業。
1987年に名古屋大学文学部を卒業し、地理学を専攻して大学院へ進むが、博士課程在学中に生態人類学の研究者たちと交わりを深め、田中二郎、菅原和孝らが率いたカラハリ砂漠における狩猟民族の調査や、秋道智彌が率いたインドネシアでの調査に参加して海外でのフィールドワーク経験を積んだ。1991年に大学院を中退して、北海道大学文学部助手となった。1993年に名古屋大学文学部助手に転じ、1994年に三重大学人文学部講師となった。
1999年に、「セントラル・カラハリ・サンの民族昆虫学的研究」により、京都大学より博士（理学）を取得した。
2003年、総合地球環境学研究所研究部助教授となり、さらに2007年に立教大学文学部教授となった。

## おもな業績

### 単著
- 民族昆虫学：昆虫食の自然誌、東京大学出版会、2005年
- 虫食む人々の暮らし、日本放送出版協会（NHKブックス）、2007年
  - 2008年に人文地理学会学会賞（一般著作部門）を受賞[4][5]
- 昆虫食先進国ニッポン、亜紀書房、2008年
- 虫はごちそう!、小峰書店、2009年

### 共著
- （朴恵淑との共著）環境地理学の視座：〈自然と人間〉関係学をめざして、昭和堂、2003年

### 編著
- 野生のナヴィゲーション：民族誌から空間認知の科学へ、古今書院、2004年
- ヴィエンチャン平野の暮らし：天水田村の多様な環境利用、めこん、2008年